# Hibiscus austroyunnanensis
Hibiscus austroyunnanensis là một loài thực vật có hoa trong họ Cẩm quỳ. Loài này được C.Y. Wu & K.M. Feng mô tả khoa học đầu tiên năm 1979.